# John Alexander (Tennisspieler)
John Gilbert Alexander OAM (* 4. Juli 1951 in Sydney) ist ein ehemaliger australischer Tennisspieler und Politiker.

## Tenniskarriere
Alexanders internationale Karriere begann bereits im Alter von 16 Jahren. Er kam 1968 bei den French Open in die dritte Runde und in Wimbledon in die zweite Runde. Außerdem gewann er 1968 den Juniorentitel in Wimbledon und feierte sein Davis-Cup-Debüt für Australien gegen die USA.
Im Jahr 1969 erreichte er im Hauptbewerb in Wimbledon das Achtelfinale und debütierte bei den Australian Open und den US Open jeweils mit einem Einzug in die zweite Runde.
1970 gewann er den Juniorentitel bei den Australian Open und feierte seinen ersten ATP Turniersieg in Kitzbühel mit Phil Dent an der Seite im Doppel.
Damit begann eine der erfolgreichsten Tennis Doppelpartnerschaften der 1970er Jahre. Alexander und Dent gewannen gemeinsam 22 ATP-Turniere und 1975 das Australian Open und erreichten das Finale der French Open (1975) und von Wimbledon (1977).
In den frühen 1980er Jahren machte er im Doppel mit John Fitzgerald auf sich aufmerksam. Sie gewannen den Doppeltitel der Australian Open 1982 und die Turniere in Sydney 1982 und Bristol 1983.
Im Einzel war Alexander nicht so erfolgreich wie im Doppel, konnte aber acht Turniere gewinnen und zweimal in das Halbfinale der Australian Open einziehen.
1979 führte er Australien zum Sieg beim World Team Cup im Düsseldorfer Rochusclub.
Alexander bestritt im Davis Cup zwischen 1968 und 1982 26 Begegnungen im Einzel und 15 im Doppel für die australische Mannschaft. Er gewann 17 von 26 bzw. 10 von 15 Spielen.
Für seine Verdienste um den Tennissport wurde er 1992 mit der Medaille des Order of Australia ausgezeichnet.

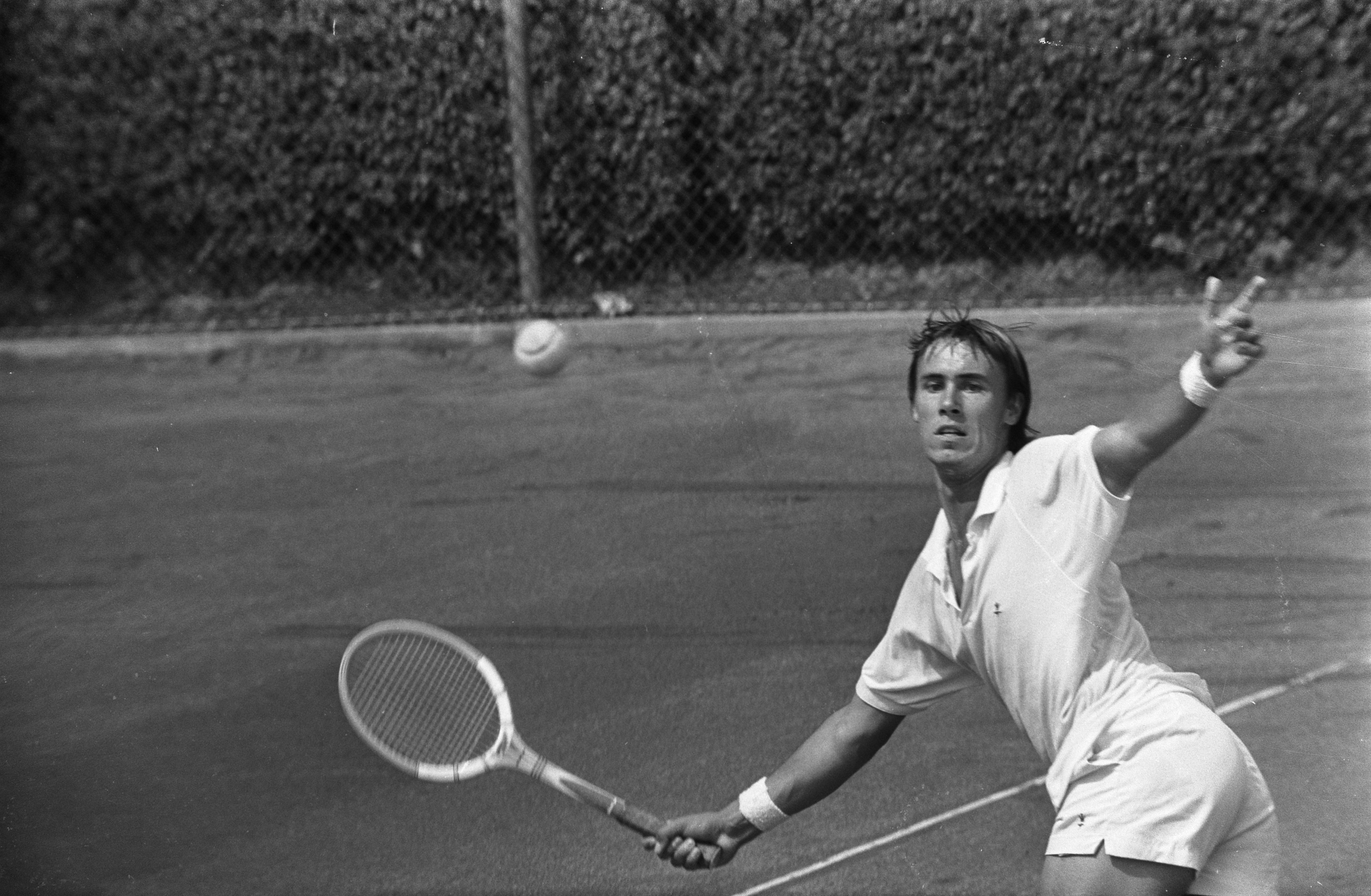
John Alexander 1970

## Erfolge
| Legende                      |
| Grand Slam (2)               |
| Masters Grand Prix           |
| Grand Prix Super Series      |
| Grand Prix World Series (34) |
| ATP Challenger Tour          |

| ATP-Titel nach Belag |
| Hartplatz (6)        |
| Sand (15)            |
| Rasen (7)            |
| Teppich (8)          |

### Einzel

#### Turniersiege
| Nr. | Datum             | Turnier      | Belag         | Finalgegner     | Ergebnis             |
| --- | ----------------- | ------------ | ------------- | --------------- | -------------------- |
| 1.  | 14. November 1970 | London       | Teppich (i)   | Tom Gorman      | 5:7, 7:6, 7:6        |
| 2.  | 23. Februar 1975  | Fort Worth   | Hartplatz (i) | Dick Stockton   | 7:62, 2:6, 6:3       |
| 3.  | 6. April 1975     | Tucson       | Hartplatz     | Ilie Năstase    | 7:5, 6:2             |
| 4.  | 7. August 1977    | North Conway | Sand          | Manuel Orantes  | 2:6, 6:4, 6:4        |
| 5.  | 29. Juli 1979     | Louisville   | Sand          | Terry Moor      | 7:6, 6:7, 3:3 aufgg. |
| 6.  | 20. Juni 1982     | Bristol      | Sand          | Tim Mayotte     | 6:3, 6:4             |
| 7.  | 19. Dezember 1982 | Sydney       | Rasen         | John Fitzgerald | 4:6, 7:6, 6:4        |
| 8.  | 16. Januar 1983   | Auckland     | Hartplatz     | Russell Simpson | 6:4, 6:4, 6:4        |

#### Finalteilnahmen
| Nr. | Datum              | Turnier          | Belag       | Finalgegner       | Ergebnis                |
| --- | ------------------ | ---------------- | ----------- | ----------------- | ----------------------- |
| 1.  | 23. August 1970    | Kitzbüheln       | Sand        | Željko Franulović | 4:6, 7:9, 4:6           |
| 2.  | 17. Januar 1971    | Sydney           | Rasen       | Phil Dent         | 6:4, 7:5, 3:6, 1:6, 3:6 |
| 3.  | 16. Mai 1971       | Teheran          | Sand        | Marty Riessen     | 7:6, 1:6, 3:6, 6:7      |
| 4.  | 12. Dezember 1971  | Auckland         | Rasen       | Ray Ruffels       | 4:6, 4:6, 6:7           |
| 5.  | 2. Dezember 1972   | Johannesburg (1) | Hartplatz   | John Newcombe     | 1:6, 6:7                |
| 6.  | 29. April 1973     | Göteborg         | Teppich (i) | Stan Smith        | 7:5, 4:6, 2:6           |
| 7.  | 16. September 1973 | Seattle          | Teppich (i) | Tom Okker         | 5:7, 4:6                |
| 8.  | 20. Januar 1974    | Lakeway          | Hartplatz   | Cliff Richey      | 6:7, 1:6                |
| 9.  | 21. April 1974     | Johannesburg (2) | Hartplatz   | Andrew Pattison   | 3:6, 5:7                |
| 10. | 30. März 1975      | Atlanta          | Teppich (i) | Mark Cox          | 3:6, 6:73               |
| 11. | 20. Juli 1975      | Chicago          | Teppich     | Roscoe Tanner     | 1:6, 7:6, 6:7           |
| 12. | 20. März 1977      | St. Louis        | Teppich (i) | Jimmy Connors     | 6:75, 2:6               |
| 13. | 30. Juli 1978      | Louisville       | Sand        | Harold Solomon    | 2:6, 2:6                |
| 14. | 6. August 1978     | North Conway     | Sand        | Eddie Dibbs       | 4:6, 4:6                |
| 15. | 15. Oktober 1978   | Brisbane         | Rasen       | Mark Edmondson    | 4:6, 6:7                |
| 16. | 1. April 1979      | Mailand          | Teppich (i) | John McEnroe      | 4:6, 3:6                |
| 17. | 8. April 1979      | Nizza            | Sand        | Víctor Pecci      | 3:6, 2:6, 5:7           |
| 18. | 16. September 1979 | Atlanta          | Hartplatz   | Eliot Teltscher   | 3:6, 6:4, 2:6           |
| 19. | 19. September 1982 | Palermo          | Sand        | Mario Martínez    | 4:6, 5:7                |
| 20. | 31. Juli 1983      | South Orange     | Sand        | Brad Drewett      | 6:4, 4:6, 6:7           |

### Doppel

#### Turniersiege
| Nr. | Datum              | Turnier             | Belag       | Doppelpartner   | Finalgegner                    | Ergebnis                |
| --- | ------------------ | ------------------- | ----------- | --------------- | ------------------------------ | ----------------------- |
| 1.  | 23. August 1970    | Kitzbühel           | Sand        | Phil Dent       | Željko Franulović Jan Kodeš    | 10:8, 6:2, 6:4          |
| 2.  | 17. Januar 1971    | Sydney              | Sand        | Phil Dent       | Mal Anderson Alex Metreweli    | 6:7, 2:6, 6:3, 7:6, 7:6 |
| 3.  | 23. Mai 1971       | Hamburg             | Sand        | Andrés Gimeno   | Dick Crealy Allan Stone        | 6:4, 7:5, 7:9, 6:4      |
| 4.  | 11. Juli 1971      | Gstaad              | Sand        | Phil Dent       | John Newcombe Tom Okker        | 5:7, 6:3, 6:4           |
| 5.  | 26. September 1971 | Los Angeles (1)     | Hartplatz   | Phil Dent       | Frank Froehling Clark Graebner | 7:6, 6:4                |
| 6.  | 9. Juli 1972       | Bretton Woods       | Sand        | Fred Stolle     | Nikola Pilić Cliff Richey      | 7:6, 7:6                |
| 7.  | 30. Juli 1972      | Louisville          | Sand        | Phil Dent       | Arthur Ashe Bob Lutz           | 6:4, 6:3                |
| 8.  | 18. Februar 1973   | Toronto             | Teppich (i) | Phil Dent       | Roy Emerson Rod Laver          | 3:6, 6:4, 6:4, 6:2      |
| 9.  | 12. August 1973    | Cincinnati (1)      | Sand        | Phil Dent       | Brian Gottfried Raúl Ramírez   | 1:6, 7:6, 7:6           |
| 10. | 3. März 1974       | Miami               | Teppich (i) | Phil Dent       | Tom Okker Marty Riessen        | 4:6, 6:4, 7:5           |
| 11. | 14. April 1974     | Monte Carlo         | Sand        | Phil Dent       | Manuel Orantes Tony Roche      | 7:65, 4:6, 7:65, 6:3    |
| 12. | 1. Januar 1975     | Australian Open (1) | Rasen       | Phil Dent       | Bob Carmichael Allan Stone     | 6:3, 7:6                |
| 13. | 2. März 1975       | San Antonio         | Teppich (i) | Phil Dent       | Mark Cox Cliff Drysdale        | 7:6(2), 4:6, 6:4        |
| 14. | 18. Mai 1975       | Las Vegas           | Hartplatz   | Phil Dent       | Bob Carmichael Cliff Drysdale  | 6:1, 6:4                |
| 15. | 20. Juli 1975      | Chicago             | Teppich     | Phil Dent       | Mike Cahill John Whitlinger    | 6:3, 6:4                |
| 16. | 19. Januar 1976    | Atlanta             | Teppich (i) | Phil Dent       | Wojciech Fibak Karl Meiler     | 6:3, 6:4                |
| 17. | 25. April 1976     | Denver              | Teppich (i) | Phil Dent       | Jimmy Connors Billy Martin     | 6:76, 6:2, 7:5          |
| 18. | 17. Juli 1977      | Cincinnati (2)      | Sand        | Phil Dent       | Bob Hewitt Roscoe Tanner       | 6:3, 7:6                |
| 19. | 24. Juli 1977      | Washington          | Sand        | Phil Dent       | Fred McNair Sherwood Stewart   | 7:5, 7:5                |
| 20. | 1. August 1977     | Louisville          | Sand        | Phil Dent       | Chris Kachel Cliff Letcher     | 6:1, 6:4                |
| 21. | 18. Dezember 1977  | Sydney (1)          | Rasen       | Phil Dent       | Ray Ruffels Allan Stone        | 7:6, 2:6, 6:3           |
| 22. | 16. Juli 1978      | Forest Hills        | Sand        | Phil Dent       | Fred McNair Sherwood Stewart   | 7:6, 7:6                |
| 23. | 24. August 1978    | Atlanta             | Hartplatz   | Butch Walts     | Mike Cahill Marcelo Lara       | 3:6, 6:4, 7:6           |
| 24. | 24. September 1978 | Los Angeles (2)     | Teppich (i) | Phil Dent       | Fred McNair Raúl Ramírez       | 6:3, 7:6                |
| 25. | 15. Oktober 1978   | Brisbane            | Rasen       | Phil Dent       | Syd Ball Allan Stone           | 6:3, 7:6                |
| 26. | 12. Dezember 1982  | Australian Open (2) | Rasen       | John Fitzgerald | Andy Andrews John Sadri        | 6:7, 6:2, 7:6           |
| 27. | 19. Dezember 1982  | Sydney (2)          | Rasen       | John Fitzgerald | Cliff Letcher Craig A. Miller  | 6:4, 7:6                |
| 28. | 19. Juni 1983      | Bristol             | Rasen       | John Fitzgerald | Tom Gullikson Johan Kriek      | 7:5, 6:4                |

#### Finalteilnahmen
| Nr. | Datum              | Turnier                 | Belag         | Doppelpartner   | Finalgegner                     | Ergebnis                |
| --- | ------------------ | ----------------------- | ------------- | --------------- | ------------------------------- | ----------------------- |
| 1.  | 27. Januar 1970    | Australian Open (1)     | Rasen         | Phil Dent       | Bob Lutz Stan Smith             | 3:6, 6:8, 3:6           |
| 2.  | 2. August 1970     | Hilversum               | Sand          | Phil Dent       | Bill Bowrey Owen Davidson       | 3:6, 4:6, 2:6           |
| 3.  | 10. Oktober 1971   | Vancouver               | Teppich (i)   | Phil Dent       | Roy Emerson Rod Laver           | 7:5, 7:6, 0:6, 5:7, 6:7 |
| 4.  | 16. April 1972     | Quebec                  | Teppich (i)   | Terry Addison   | Bob Carmichael Ray Ruffels      | 6:4, 3:6, 5:7           |
| 5.  | 2. Juli 1972       | St. Louis (1)           | Hartplatz     | Phil Dent       | John Newcombe Tony Roche        | 6:7, 2:6                |
| 6.  | 1. Januar 1973     | Australian Open (2)     | Rasen         | Phil Dent       | Mal Anderson John Newcombe      | 3:6, 4:6, 6:7           |
| 7.  | 15. April 1973     | Brüssel                 | Teppich (i)   | Phil Dent       | Bob Lutz Stan Smith             | 4:6, 6:7                |
| 8.  | 3. Februar 1974    | Richmond                | Teppich (i)   | Phil Dent       | Nikola Pilić Allan Stone        | 3:6, 6:3, 6:7           |
| 9.  | 30. September 1974 | San Francisco           | Teppich (i)   | Syd Ball        | Bob Lutz Stan Smith             | 4:6, 6:76               |
| 10. | 23. Februar 1975   | Fort Worth              | Hartplatz (i) | Phil Dent       | Bob Lutz Stan Smith             | 7:62, 6:7, 3:6          |
| 11. | 20. April 1975     | Tokio                   | Teppich (i)   | Phil Dent       | Bob Lutz Stan Smith             | 4:6, 7:66, 2:6          |
| 12. | 15. Juni 1975      | French Open             | Sand          | Phil Dent       | Brian Gottfried Raúl Ramírez    | 4:6, 6:2, 2:6, 4:6      |
| 13. | 10. August 1975    | North Conway            | Sand          | Phil Dent       | Haroon Rahim Erik van Dillen    | 6:7, 6:7                |
| 14. | 22. Februar 1976   | St. Louis (2)           | Teppich (i)   | Phil Dent       | Brian Gottfried Raúl Ramírez    | 4:6, 2:6                |
| 15. | 14. April 1977     | Houston (1)             | Sand          | Phil Dent       | Ilie Năstase Adriano Panatta    | 3:6, 4:6                |
| 16. | 2. Juli 1977       | Wimbledon Championships | Rasen         | Phil Dent       | Ross Case Geoff Masters         | 3:6, 4:6, 6:3, 9:8, 4:6 |
| 17. | 11. Dezember 1977  | Adelaide                | Rasen         | Phil Dent       | Syd Ball Kim Warwick            | 6:3, 6:7, 4:6           |
| 18. | 31. Dezember 1977  | Australian Open (3)     | Rasen         | Phil Dent       | Ray Ruffels Allan Stone         | 6:7, 6:7                |
| 19. | 22. April 1979     | Houston (2)             | Hartplatz     | Geoff Masters   | Gene Mayer Sherwood Stewart     | 1:6, 7:5, 4:6           |
| 20. | 16. Dezember 1979  | Adelaide                | Rasen         | Phil Dent       | Colin Dibley Chris Kachel       | 7:6, 6:7, 4:6           |
| 21. | 1. März 1981       | Mexiko-Stadt            | Sand          | Ross Case       | Marty Davis Chris Dunk          | 3:6, 4:6                |
| 22. | 4. Oktober 1981    | Maui                    | Hartplatz     | Jim Delaney     | Tony Graham Matt Mitchell       | 3:6, 6:3, 6:7           |
| 23. | 20. Mai 1984       | Rom                     | Sand          | Mike Leach      | Ken Flach Robert Seguso         | 6:3, 3:6, 4:6           |
| 24. | 24. Juni 1984      | Bristol (1)             | Rasen         | John Fitzgerald | Larry Stefanki Robert Van’t Hof | 4:6, 7:5, 7:9           |
| 25. | 23. Juni 1985      | Bristol (2)             | Rasen         | Russell Simpson | Eddie Edwards Danie Visser      | 4:6, 6:7                |

## Politische Karriere
Ab 2010 war Alexander ein Mitglied des australischen Repräsentantenhauses für die Liberal Party of Australia.
Am 11. November 2017 trat er im Verlauf einer Regierungskrise um verbotene doppelte Staatsbürgerschaften von australischen Abgeordneten zurück. Zuvor ließ er prüfen, ob er neben seiner australischen auch die britische Staatsbürgerschaft per Abstammung besitzt. Alexanders Vater Gilbert war gebürtiger Brite und wanderte 1911 nach Australien aus.